# The Happytime Murders
The Happytime Murders (titulada ¿Quién mató a los Puppets? en Hispanoamérica y ¿Quién está matando a los moñecos? en España) es una comedia negra policial estadounidense, animación y marionetas dirigida por Brian Henson y escrita por Todd Berger. La película está protagonizada por Melissa McCarthy, Maya Rudolph, Joel McHale y Elizabeth Banks.
Ambientada en un universo en el que los humanos conviven con las marionetas, la historia sigue a una pareja policial debiendo resolver la reciente serie de asesinatos del reparto de una antigua comedia televisiva.
La película fue anunciada por primera vez en 2008 por The Jim Henson Company, el estudio de producción del creador de los Muppets, Jim Henson. Varios actores, incluyendo a Cameron Diaz, Katherine Heigl y Jamie Foxx fueron seleccionados para protagonizar la película antes de que McCarthy se uniera en mayo de 2017. La filmación comenzó en Los Ángeles en septiembre y contó con el uso de más de 125 marionetas. La película marca el debut cinematográfico de Henson Alternative, una marca de The Jim Henson Company que se especializa en contenido para adultos.
The Happytime Murders fue estrenada el 24 de agosto de 2018, recibiendo críticas negativas de parte de los críticos y recaudando $27.5 millones a nivel mundial en contra de su presupuesto de $40 millones, siendo un fracaso en la taquilla.

## Argumento
En un universo donde las marionetas conviven con los humanos, pero son vilipendiadas y consideradas inferiores por ellos, Phil Phillips fue la primera marioneta en ser policía del Departamento de Policía de Los Ángeles antes de ser despedido. Ahora, trabajando como detective privado con su secretaria humana, Bubbles, es contratado por Sandra White, una marioneta que le pide investigar quién la ha estado chantajeando amenazando con exponer las aventuras sexuales de Sandra a cambio de una buena parte de su fortuna. Phil notó que una de las letras de la carta de chantaje coincidía con una revista pornográfica específica por lo que busca pistas en la parte trasera de una tienda de vídeos para adultos, un atacante desconocido entra y asesina a Vinny, el encargado de la tienda, dos actores pornográficos y un cliente, revelando que el cliente era el señor Bumblypants, era miembro del reparto de La Pandilla Happytime, una exitosa comedia televisiva con marionetas de los años noventa que estaba por entrar en sindicación, Phil no alcanzó a oír los disparos ya que estaba a todo volumen una cinta de videos para adultos.
Después de que los policías llegan a la escena del crimen, Phil se encuentra con su antigua compañera, la detective Connie Edwards, con quien tuvo una pelea hace doce años cuando ella fue detenida a punta de pistola por una marioneta criminal y Phil intentó dispararle, pero falló y mató a una marioneta inocente frente a su hija. El criminal le disparó a Edwards antes de ser asesinado y la herida de bala casi resultó fatal para Edwards, quien se quedó con un hígado de marioneta como resultado al no haber suficiente tiempo para llevarla a un hospital de humanos. Abandonada con una adicción al azúcar que, esencialmente, es heroína para las marionetas, Edwards testificó contra Phil causando que sea expulsado de la fuerza con una ley establecida para evitar que las marionetas sean policías dando a entender que un puppet no sería capaz de disparar contra otro puppet.
Edwards cree que fue un robo que salió mal, pero Phil nota que fue un asesinato porque el agresor no se llevó nada. Esa misma noche, Larry "Shenanigans" Phillips, otro miembro de The Happytime Murders y hermano mayor de Phil, es asesinado cuando alguien deja entrar un grupo de perros a su mansión. Enfurecido, Phil se une a Edwards a regañadientes para encontrar al asesino.
Creyendo que el asesino está apuntando al reparto de The Happytime Murders, dan una visita al antiguo productor de la serie, un tal Ronovan Scargle a quien le preguntan si sabe por qué alguien quisiera asesinar a Augustus Bumblypants y a Larry Shenanigans pero para echar un vistazo al contrato de redifusion terminan engañando y noqueado en el proceso a Scargle, descubren que se dividirán 10 millones de dólares entre los 7 actores principales pero si algún miembro fallece entonces su esposo o esposa recibirá el dinero pero si no es el caso el resto de los miembros recibirán en partes iguales el dinero restante por lo que rastrean al siguiente miembro del reparto,El Entrenador Lyle, que ahora es un capo de la droga, solo para ser asesinado durante un tiroteo desde su auto frente a Phil para que a simple vista solo luzca como una pelea entre pandillas callejeras. A la mañana siguiente, Phil visita a Jenny Peterson, la única miembro humana de La Pandilla Happytime y su exnovia, en el prostíbulo donde ahora trabaja. Sin embargo, Phil no puede protegerla cuando su auto explota, matándola. La policía llega y ve a Phil abandonando la escena, creyendo que es responsable de los asesinatos.
Phil se esconde en el departamento de Edwards y ambos descubren que otro miembro de The Happytime Murders, Goofer, ahora un adicto al azúcar sin hogar, fue encontrado muerto bajo un muelle después de, supuestamente, haber tomado una sobredosis y haberse caído al océano. Ambos salen de la ciudad para encontrar a los dos últimos miembros restantes de The Happytime Murders, Ezra y Cara. Cuando llegan a su casa, encuentran sus cuerpos mutilados mientras el asesino escapa y el FBI aparece con otros agentes para capturar a Phil y Edwards.
Phil es llevado a una sala de interrogatorios junto a Sandra, quien miente diciendo que Phil asesinó a los siete miembros de The Happytime Murders e intentó violarla, revelando ser la esposa de Jenny. Poco después, Phil es arrestado y Edwards es suspendida del servicio. Ella busca a Bubbles en su departamento para pedirle ayuda y probar la inocencia de Phil, dirigiéndose a la casa de Sandra donde encuentran una habitación oculta con fotos y notas que planean la muerte del reparto de The Happytime Murders y una conspiración contra Phil. Edwards nota una imagen de Jasper Jakoby, la marioneta que Phil accidentalmente mató hace años, descubriendo que Sandra es su hija y ella ha estado planeando vengarse de Phil por la muerte de su padre. Bubbles ve una grabadora y la reproduce, causando un incendio que destruye todas las pruebas contra Sandra. Edwards va a decirle a Phil lo que ha aprendido y lo saca de la cárcel para detener a Sandra.
Ambos llegan al aeropuerto, donde Sandra planea partir con todas las regalías debido a su condición de cónyuge de Jenny, dejándola como única heredera del dinero. Phil intenta disculparse por haber matado a su padre, pero también pregunta por qué el reparto de The Happytime Murders tuvo que morir por eso. Sandra dice que quería que Phil sufriera como venganza, revelando que Jenny está viva, después de haber fingido su muerte para huir con Sandra. Sin embargo, Sandra dispara contra Jenny para quedarse con el dinero. Edwards intenta subir a su avión, pero Sandra la detiene a punta de pistola, colocándola en la misma posición de hace doce años. Phil dispara y esta vez no falla, dándole a Sandra en la cabeza y matándola, vengando la muerte de su hermano, de Jenny y el resto de los miembros de The Happytime Murders.
Phil y Edwards son felicitados por descifrar el caso. Edwards es restaurada a su servicio activo y el alcalde es convencido para levantar la prohibición de marionetas policías, dándole la bienvenida a Phil de nuevo en la fuerza. Finalmente, Phil le pide una cita a Bubbles y ella acepta.

## Reparto

### Humanos
- Melissa McCarthy como la detective Connie Edwards, la antigua compañera de Phil.
- Maya Rudolph como Bubbles, la secretaria optimista de Phil.
- Elizabeth Banks como Jenny Peterson, una bailarina de prostíbulo y la exnovia de Phil, siendo la única miembro humana del reparto de The Happytime Murders.
- Joel McHale como el agente especial Campbell, un arrogante agente del FBI.
- Leslie David Baker como el teniente Banning, un teniente de policía y superior de Edwards.
- Michael McDonald como Ronovan Scargle, el director ejecutivo de The Puppet Television Network, una cadena de televisión que produjo y emitió a The Happytime Murders.
- Cynthy Wu como Brittenie Marlowe, la novia de Larry "Shenanigans" Phillips.
- Mitch Silpa como Tommy, un criminal que vende partes de marionetas en el mercado negro.
- Hemky Madera como Tito, un criminal que compra partes de marionetas en el mercado negro.
- Jimmy O. Yang como el oficial Delancey, un oficial de policía.
- Ryan Gaul como el oficial Milligan, un oficial de policía.
- Fortune Feimster como Robin, una vendedora de hierba y fanática de The Happytime Murders.
- Ben Falcone como Donny, un trabajador de escritorio del Departamento de Policía de Los Ángeles.

### Marionetas
- Bill Barretta como Phil Phillips, un antiguo policía deshonrado que ahora es un investigador privado, siendo la primera marioneta en convertirse en un oficial de policía, pero fue despedido de la fuerza.
- Dorien Davies como Sandra White, una marioneta que le pide a Phil que investigue un caso para ella con un motivo secreto.
- Kevin Clash como Lyle, un poderoso capo de la droga y antiguo miembro de The Happytime Murders, que interpretó a un entrenador deportivo.
  - Clash también interpreta al señor Bumblypants, un conejo blanco adicto a la pornografía y antiguo miembro de The Happytime Murders, que interpretó a un repartidor de correos.
- Drew Massey como Goofer, un adicto al azúcar sin hogar y antiguo miembro de The Happytime Murders, que interpretó a un operario.
- Victor Yerrid como Larry "Shenanigans" Phillips, el hermano mayor de Phil y antiguo miembro de The Happytime Murders, que interpretó a un oficial de policía.
- Ted Michaels como Ezra, el primo de Cara y antiguo miembro de The Happytime Murders.
- Colleen Smith como Cara, la prima de Ezra y antigua miembro de The Happytime Murders.
- Alice Dinnean y Donna Kimball como Sheila y Diane, dos marionetas prostitutas.

Además, el director Brian Henson hace un cameo en una fotografía en el departamento de Edwards.

### Doblaje en Latinoamérica
- Octavio Rojas como Phil Philips.
- Gaby Cardenas como Connie Edwards.
- Gisella Ramírez como Sandra White.
- Mariana Ortiz como Bubbles.
- Raul Anaya como Agente Campbell.
- Gabriela Gomez como Jenny.
- Dan Osorio como Teniente Banning.
- Gerardo Garcia comp Larry Philips.
- Miguel Ángel Ghigliazza como Lyle.
- Carlo Vazquez como Goofer.
- Manuel Campuzano como Bumblypants.
- Miguel Ángel Ruiz como Vinny.
- Jesse Conde como Anciano.
- Dafnis Fernández como Junkyard.
- Raymundo Armijo como Jabalí.
- Mauricio Perez como Cangrejo.

### Doblaje en España
- Jordi Boixaderas como Phil Philips.
- Margarita Ponce como Connie Edwards.
- Isabel Valls como Luci Pote.
- Miguel Ángel Jenner como Teniente Banning.
- Mar Del Maria Tamarit como Bubbles.
- Toni Mora como Agenete Campbell.
- David Broncano como Goofer y Lyle.
- Cristina Mauri como Jenny.
- Alberto Mieza como Larry Philips.
- Ivan Labanda como Conejito.
- Florentino Fernández como Anciano.
- Ramon Canals como Junkyard.
- Rafael Calvo como Boar.
- Gonzalo Abril como Vinny.

## Producción
Anunciado en 2008 como en desarrollo por The Jim Henson Company, la película fue recogida dos años más tarde por Lionsgate con una fecha de estreno prevista para enero de 2011. En ese momento, a Cameron Diaz se le había ofrecido un papel principal en la película. Diaz se retiró y Katherine Heigl entró en conversaciones para reemplazarla.
En julio de 2015, se anunció que STX Entertainment había tomado los derechos de The Happytime Murders (debido a que Lionsgate los había perdido) y puso la película en desarrollo activo, con revisiones de guiones por Erich y Jon Hoeber. En abril de 2016, Jamie Foxx entró en negociaciones para protagonizar la película. En mayo de 2017, se reveló que Melissa McCarthy se había apuntado para protagonizar la película, así como para contribuir con reescrituras menores y sin acreditar al guion de la película. Esto fue seguido por la incorporación de Maya Rudolph en agosto. En septiembre, Elizabeth Banks, Bill Barretta y Joel McHale se unieron oficialmente al reparto.
La fotografía principal de la película comenzó en Los Ángeles, California el 11 de septiembre de 2017. La película tenía un presupuesto de producción en el rango de $40 a 47 millones, con McCarthy cobrando entre $10 a 17.5 millones.
Había un total de 125 marionetas en la película, con cuarenta creadas específicamente para ella. Para acomodar a los titiriteros, todos los decorados se construyeron para que los titiriteros pudieran pararse en el piso, ya que su forma óptima de operar a las marionetas es si están parados con los brazos derechos. Debido a que el piso de los decorados se hizo pedazos, los actores humanos tenían un margen de dos pies para mantenerse en su camino. El supervisor de efectos visuales, Sam Nicholson, dijo que la película tenía muchos desafíos, especificando que "es uno de los trabajos más complejos que hemos hecho porque, en una toma, podrías tener una combinación de fotografía principal hecha en 8K y luego marionetas en pantalla verde siendo manejadas por cuatro titiriteros para cada marioneta. Entonces, si tienes, digamos, seis marionetas en una escena, tienes 24 titiriteros que las controlan, y estas son todas personas vestidas con trajes verdes. Y entonces tienes toda la eliminación de varillas de esas marionetas, y luego tienes avatares o marionetas CG que están paradas justo al lado de las marionetas reales".

## Lanzamiento
The Happytime Murders fue estrenado el 24 de agosto de 2018. Originalmente, la película fue programada para el 17 de agosto de 2018, pero fue retrasada una semana. El primer tráiler oficial fue lanzado el 18 de mayo de 2018, con proyecciones selectas de Deadpool 2.

## Recepción

### Taquilla
The Happytime Murders recaudó $20.7 millones en los Estados Unidos y Canadá, y $6.8 millones en otros territorios, con un total mundial de $27.5 millones, contra un presupuesto de producción de $40 millones.
En los Estados Unidos y Canadá, The Happytime Murders fue estrenado junto con A.X.L., y se proyectó que recaudara entre $13 a 15 millones de 3.225 salas de cine en su fin de semana de apertura. La película recaudó $950.000 desde las vistas previas del jueves por la noche, mejor que los $700.000 de Life of the Party de McCarthy tres meses atrás. La película pasó a debutar con $9.5 millones, marcando la apertura más baja de la carrera de McCarthy como personaje principal. La película cayó un 54% en su segundo fin de semana con $4.4 millones, terminando octavo lugar en la lista.

### Crítica
En Rotten Tomatoes, la película tiene una calificación de aprobación del 23% con base en 215 reseñas, con una calificación promedio de 3.8 sobre 10. El consenso crítico del sitio dice: "The Happytime Murders desperdicia su premisa intrigantemente transgresora en una comedia estúpida que empuja ciegamente los botones en vez de intentar contar una historia entretenida". En Metacritic, la película tiene una puntuación promedio de 27 sobre 100, basada en 48 reseñas, indicando "críticas generalmente desfavorables". Audiencias encuestadas por CinemaScore le dieron a la película una calificación promedio de "C" en una escala de A+ a F, la más baja de la carrera de McCarthy como personaje principal, mientras que PostTrak informó que los cinéfilos le dieron una "horrible" puntuación general positiva del 58%.
Sarah Melton de Exclaim! le dio a la película una calificación de 2 sobre 10, diciendo: "The Happytime Murders difícilmente se siente como una extensión adecuada del legado de los Muppets de Henson. No porque sea completamente vulgar y asquerosa, sino porque es todo lo que es". Jess Fenton de Switch escribió: "... adoro el concepto, me encantó el reparto, el hecho de que esto fue dirigido por el hijo de Jim Henson me hizo vertiginoso, y sin embargo... no me gustó esta película. 'Odio' es una palabra demasiado fuerte, sin embargo, estaba profundamente decepcionado. Mis lados quedaron sin división".

## Demanda judicial
En mayo de 2018, Sesame Workshop, la organización detrás de la producción de la serie de televisión, Sesame Street, entabló una demanda contra STX Productions por usar su marca en una película con la que no están implicados, incluyendo el eslogan de "No Sesame. All Street". Ellos alegaron que asociar un programa para niños con una comedia para adultos difuminaría la reputación del primero y confundiría a las personas. En respuesta, STX emitió una declaración indicando su persistencia para mantener la comercialización de la película sin cambios. El 30 de mayo de 2018, la demanda fue rechazada por el juez que preside el caso, y STX emitió una breve declaración poco después: 
"Estamos muy contentos de que la decisión reforzará la intención de STX desde el principio: honrar el legado de las galardonadas creaciones de The Jim Henson Company mientras se traza una clara distinción entre los Muppets y los personajes de Sesame Street, incluyendo el nuevo mundo creado por Brian Henson y su equipo. Creemos que lo logramos con el sencillo eslogan de NO SESAME. ALL STREET. Estamos ansiosos y felices mientras nos preparamos para estrenar The Happytime Murders este verano".
Posteriormente, algunos anuncios televisivos de la película hicieron referencia a la demanda al iniciar los anuncios con "Del estudio que fue demandado por Sesame Street...".